# Takhar (provins)
Takhar (persiska: تخار) är en av Afghanistans 34 provinser, (wilayat). Den ligger i den nordöstra delen av landet. Dess huvudort är Taloqan. Provinsen har 845 300 invånare (år 2006) och en yta på 12 333 km².
Takhar gränsar till provinserna Kunduz och Baghlan i väster, Panjshir i söder och Badakhshan i öster.
Den hellenistiska staden Ai Khanoum ligger i provinsen.

## Administrativ indelning
Provinsen är indelad i 17 distrikt.
- Baharak
- Bangi
- Chah Ab
- Chal
- Darqad
- Dasht-e Qala
- Farkhar
- Hazarsumuch
- Ishkamish
- Kalafgan
- Khwaja Bahawuddin
- Khwaja Ghar
- Namak Ab
- Rustaq
- Taloqan
- Warsaj
- Yangi Qala